# Aleksa Pejić
Aleksa Pejić (serbisch-kyrillisch Алекса Пејић; * 9. Juli 1999 in Belgrad) ist ein serbischer Fußballspieler.

## Karriere

### Verein
Pejić begann seine Karriere beim FK Brodarac, bei dem er ab 2017 auch für die Kampfmannschaft spielte. Zur Saison 2019/20 wechselte er zum Erstligisten FK Proleter Novi Sad. Dort gab er im Juli 2019 gegen den FK Radnički Niš sein Debüt in der SuperLiga. In seiner ersten Profisaison kam er zu 26 Einsätzen, in denen er zwei Tore erzielte. In der Saison 2020/21 absolvierte er 33 Partien.
Im Juli 2021 wechselte Pejić nach Belarus zum FK Schachzjor Salihorsk. Für Salihorsk kam er bis zum Ende der Saison 2021 zu elf Einsätzen in der Wyschejschaja Liha, die er mit Schachzjor als Meister beendete. Nach fünf weiteren Partien für Salihorsk zu Beginn der belarussischen Saison 2022 unterschrieb er im Juni 2022 beim österreichischen Bundesligisten SK Rapid Wien einen bis Juni 2025 laufenden Vertrag. Für Rapid kam er insgesamt zu 26 Einsätzen in der Bundesliga.
Im Februar 2024 kehrte er nach Serbien zurück und wechselte zum FK TSC.

### Nationalmannschaft
Pejić debütierte im Januar 2021 in einem Testspiel gegen die Dominikanische Republik für die serbische Nationalmannschaft.